# Buhalove, Lîpova Dolîna
Buhalove (în ucraineană Бухалове) este un sat în comuna Lucika din raionul Lîpova Dolîna, regiunea Sumî, Ucraina.

## Demografie
Componența lingvistică a localității Buhalove
     Ucraineană (100%)
Conform recensământului din 2001, toată populația localității Buhalove era vorbitoare de ucraineană (100%).